# Centro de Informação em Saúde para Viajantes
O Centro de Informação em Saúde para Viajantes foi implantado em 1997 por docentes da Universidade Federal do Rio de Janeiro, com o objetivo de prevenir doenças em viajantes e organizar um sistema de vigilância em doenças emergentes. Foi responsável pelo primeiro registro do termo Síndrome Respiratória Aguda Grave na língua portuguesa (16 de março de 2003), como tradução de Severe Acute Respiratory Syndrome (SARS), a doença responsável pela primeira pandemia do século 21.
1. ↑  LeDuc, James W.; Barry, M. Anita. «SARS, the First Pandemic of the 21st Century - Volume 10, Number 11—November 2004 - Emerging Infectious Diseases journal - CDC» (em inglês). doi:10.3201/eid1011.040797_02
2. ↑  «Sindrome Respiratória Aguda Grave (SARS, SRAG): Informação Técnica»